# マハージャニー文字
マハージャニー文字（マハージャニーもじ、ヒンディー語: महाजनी mahājanī）は、かつてインドのラージャスターン州を中心に使われていたブラーフミー系文字の一種。
ナーガリー文字の系統であるが、商人による速記的な文字であり、ランダー文字と同様に母音記号を加えないため、言語を不正確にしか表現できない。

## 概要
マハージャニー文字はかつてマールワール出身の金融・流通部門の商人階級によって使われていた。
商業目的に使われるために速く書けることが重視された文字体系である。かつては広く使われ、現在は衰退したが完全に滅んだわけではない。
母音文字は a i u e o の5つがある。母音記号は使われず、結合文字もなく、アヌスヴァーラやヴィラーマも存在しない。このため文字体系は非常に簡単になっている。

## Unicode
2014年のUnicodeバージョン7.0で、追加多言語面のU+11600..U+1165Fに追加された。
| Mahajani |   |   |   |   |   |   |   |   |   |   |   |   |   |   |   |   |
|          | 0 | 1 | 2 | 3 | 4 | 5 | 6 | 7 | 8 | 9 | A | B | C | D | E | F |
| U+1115x  | 𑅐 | 𑅑 | 𑅒 | 𑅓 | 𑅔 | 𑅕 | 𑅖 | 𑅗 | 𑅘 | 𑅙 | 𑅚 | 𑅛 | 𑅜 | 𑅝 | 𑅞 | 𑅟 |
| U+1116x  | 𑅠 | 𑅡 | 𑅢 | 𑅣 | 𑅤 | 𑅥 | 𑅦 | 𑅧 | 𑅨 | 𑅩 | 𑅪 | 𑅫 | 𑅬 | 𑅭 | 𑅮 | 𑅯 |
| U+1117x  | 𑅰 | 𑅱 | 𑅲 | 𑅳  | 𑅴 | 𑅵 | 𑅶 |   |   |   |   |   |   |   |   |   |